# Parioglossus taeniatus
Parioglossus taeniatus är en fiskart som beskrevs av Regan 1912. Parioglossus taeniatus ingår i släktet Parioglossus och familjen Ptereleotridae. IUCN kategoriserar arten globalt som livskraftig. Inga underarter finns listade i Catalogue of Life.